# High concept movie
La definizione di high concept movie è coniata da Justin Wyatt per delineare una precisa tipologia di cinema contemporaneo. Il termine è attribuibile ai blockbuster di produzione statunitense, che si caratterizzano per una struttura modulabile, vale a dire sezionabile in frammenti. Questa caratteristica permette di esportare un elemento del film in differenti contesti anche non specificatamente cinematografici. Questi prodotti sono caratterizzati da storie semplici e da personaggi stereotipati che possono essere estratti dal contesto di origine e funzionare da marchio di garanzia in vari ambiti, in particolare nel merchandising e nelle strategie di marketing che contribuiscono a fornire un valore aggiunto al prodotto primario.
(G. Pescatore, L’ombra dell’autore. Teoria e storia dell’autore cinematografico)
Ne sono una diretta conseguenza i gadget che attirano la cerchia di fan di un determinato prodotto audiovisivo, alimentando così il fenomeno del fandom che sempre più si definisce attraverso l’appropriazione dei prodotti del merchandising e uno sfrenato collezionismo.
S. G. Jones definisce una fiction de-territorializzata quella che si estende oltre la testualità primaria, coinvolgendo pratiche secondarie come i prodotti commerciali dell’industria culturale e terziarie come i prodotti dei fan.
Il risvolto sul versante economico è prevedibile, infatti l’investimento del capitale iniziale per un film corre così un minor rischio di perdite, in quanto anche se il film dovesse fallire al botteghino è possibile recuperare alcuni dei suoi elementi in altri settori, perlopiù ludici (parchi di intrattenimento, videogiochi ecc.). La diretta conseguenza di tale strategia è uno sfruttamento transmediale del concept originario che crea un universo a sé stante in cui la visione del film diventa solo una parte del processo di fruizione del prodotto. In questo modo il cinema è riuscito a trovare una risposta alla concorrenza di internet, trovando un’efficace strategia per incorporare i suoi prodotti nella rete e ampliarne il consumo.
Matt Hills rileva che l’attuale prodotto audiovisivo è caratterizzato da una vasta rete di paratesti che lo circondano; allo stesso tempo esso si distingue in base a un costante differimento di uno stesso specifico tema, costruendo dei testi-mondo caratterizzati da iper-diegesi che trascendono i confini del testo originario, dotati di coerenza, continuità e una credibilità che si poggia sulla relazione di fiducia instaurata precedentemente tra lo spettatore e il testo-fonte .